# Siikasaari (ö i Kivijärvi)
Siikasaari är en liten halvö i Finland. Den ligger i kommunen Kivijärvi i landskapet Mellersta Finland, i Ekonomisk region Saarijärvi-Viitasaari i den centrala delen av landet, 300 km norr om huvudstaden Helsingfors. Siikasaari ligger i sjön Kivijärvi.